# Panchgani

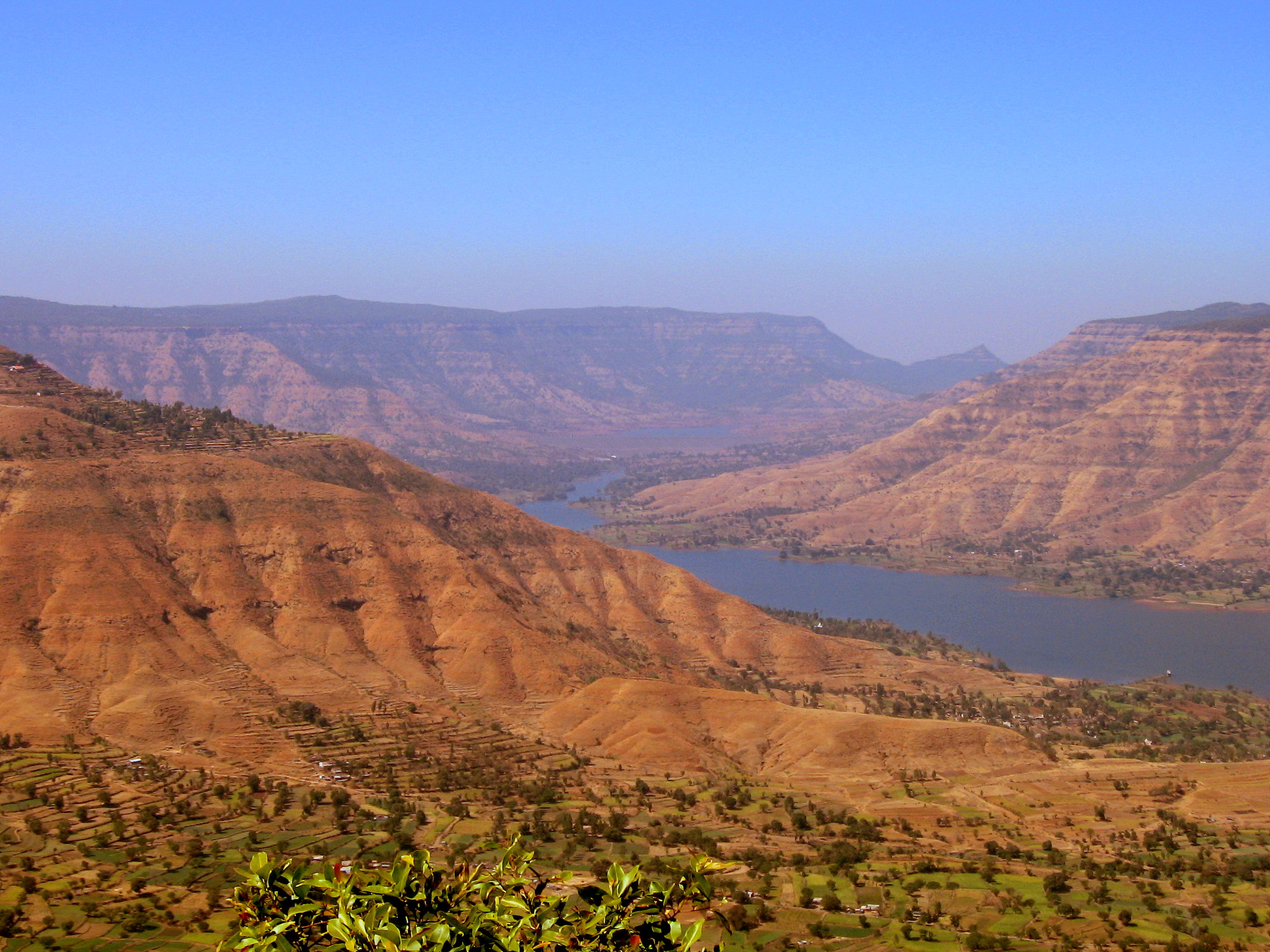
Vy utanför Panchgani.

Panchgani är en stad i västra Indien. Den är belägen i distriktet Satara i delstaten Maharashtra och hade 14 894 invånare vid folkräkningen 2011.